# Wall Street Cowboy
Wall Street Cowboy è un film del 1939 diretto da Joseph Kane.
È un musical western statunitense con Roy Rogers e George 'Gabby' Hayes.

## Produzione
Il film, diretto da Joseph Kane su una sceneggiatura di Norman S. Hall e Gerald Geraghty con il soggetto di Doris Schroeder, fu prodotto dal regista Kane e da Edward J. White, come produttori associati, per la Republic Pictures e girato nei Republic Studios a Hollywood in California.

## Colonna sonora
- Me and the Rollin' Sand - scritta da Walter G. Samuels, cantata da Roy Rogers
- Ride 'Em Cowboy - scritta da Walter G. Samuels, cantata da Roy Rogers
- Ridin' Down Rainbow Trail - scritta da Walter G. Samuels, cantata da Roy Rogers
- That's My Louisiana - scritta da Walter G. Samuels, cantata da Louisiana Lou

## Distribuzione
Il film fu distribuito negli Stati Uniti dal 6 agosto 1939 al cinema dalla Republic Pictures. È stato distribuito anche in Germania con il titolo Ein Cowboy in New York e in Brasile con il titolo O Cowboy de Wall Street.